# Albert Aguayo
Pour les articles homonymes, voir Aguayo.
Albert Juan Aguayo (né le 16 juillet 1934 à Bahía Blanca en Argentine) est un médecin canadien

## Biographie
Albert Aguayo a obtenu son diplôme en médecine de l'université nationale de Córdoba en Argentine et a poursuivi des études en neurologie à l'Université de Toronto et à l'Université McGill.
Sa carrière débute en 1967 en tant que professeur adjoint au département de neurologie et de neurochirurgie de l'Université McGill, avant de devenir directeur du Centre de recherche en neurosciences de ladite université, et ce, pendant 15 ans. De 1990 à 2000, il est également directeur scientifique du Réseau en neurosciences du Programme canadien des réseaux des centres d'excellence. De plus, il a siégé à l'Organisation internationale de recherche sur le cerveau, dans un premier temps à titre de secrétaire général de 2000 à 2005, puis à titre de président de 2006 à 2008. 
Il est membre de plusieurs comités consultatifs scientifiques et comités d'organisations subventionnaires et philanthropiques, tels que les Pew Charitable Trusts Scholars et les Latino-American Fellows Program (États-Unis), la Fondation Ipsen (France), la Fondation Gairdner (Canada). Arrimons à cela le fait qu’il enseigne dans des universités prestigieuses dont l'université Harvard, le Cold Spring Harbour et le Marine Biology Institute à Woods Hole, au Massachusetts. 
En plus d’être l’auteur de centaine de publications scientifiques ainsi que de siéger au comité de rédaction de 26 revues.

## Distinctions
- 1984 - Membre de la Société royale du Canada
- 1988 - Prix Gairdner
- 1992 - Officier de l'Ordre du Canada
- 1993 - Prix Léo-Pariseau
- 1994 - Prix Wilder-Penfield[3]
- 1999 - Prix Izaak-Walton-Killam